# Mrakia frigida
Mrakia frigida är en svampart som först beskrevs av Fell, Statzell, I.L. Hunter & Phaff, och fick sitt nu gällande namn av Y. Yamada & Komag. 1987. Mrakia frigida ingår i släktet Mrakia och familjen Cyfstofilobasidiaceae.   Inga underarter finns listade i Catalogue of Life.